# Станко Димитров
Станко Димитров Николов е български политик от БКП.

## Биография
Роден е на 17 юли 1922 г. във варненското село Метличина. От 1938 г. е член на РМС, а от 1947 г. на БКП. Докато учи в гимназията става секретар на ремсовата организация там. За това е изключен от гимназията и арестуван. След 9 септември 1944 г. отново започва работа в РМС във Варна. Известно време е председател на Комитета на демократичната младеж в града. От 1948 до 1950 г. работи в ЦК на ДСНМ. През 1951 г. постъпва на работа като инструктор в отдел „Организационен“ при ЦК на БКП. Бил е заместник-председател на Изпълнителния комитет на Окръжния народен съвет, както и секретар на Окръжния комитет на БКП в Пловдив. През 1971 г. е избран за първи секретар на Окръжния комитет на БКП в Кюстендил. В периода 5 ноември 1962 – 5 април 1986 г. е кандидат-член на ЦК на БКП.